# Guadalupe (California)
Guadalupe, fundada en 1946, es una ciudad ubicada en el condado de Santa Bárbara en el estado estadounidense de California. En el año 2000 tenía una población de 5,659 habitantes y una densidad poblacional de 1,571.9 personas por km².

## Geografía
Guadalupe se encuentra ubicada en las coordenadas 34°58′N 120°34′O / 34.967, -120.567. Según la Oficina del Censo, la ciudad tiene un área total de 3,6 km² (1,4 mi²), de la cual 3,6 km² (1,4 mi²) es tierra y 0 km² (0 mi²) (0.56%) es agua.

## Demografía
Según la Oficina del Censo en 2000 los ingresos medios por hogar en la localidad eran de $31,205, y los ingresos medios por familia eran $31,042. Los hombres tenían unos ingresos medios de $24,250 frente a los $17,870 para las mujeres. La renta per cápita para la localidad era de $11,608. Alrededor del 25.0% de la población estaban por debajo del umbral de pobreza.